# Представительство (подразделение)
Представи́тельство — обособленное подразделение юридического лица без прав юридического лица, расположенное вне места его нахождения, которое представляет интересы юридического лица и осуществляет их защиту.
Представительства наделяются имуществом создавшим их юридическим лицом и действуют на основании утверждённых им положений.[источник?]
Руководители представительств назначаются юридическим лицом и действуют на основании его доверенности.[источник?] Сведения о представительствах должны быть указаны в учредительных документах создавшего их юридического лица.
В английском языке для обозначения этого понятия употребляется словосочетание Representative office. Не путайте с Permanent establishment (PE) так как PE может вести деятельность направленную на извлечение прибыли.
Представительство, в общем случае, не может вести деятельность, впрямую направленную на извлечение прибыли. Функции представительства законодательством ограничены рамками представления интересов основной организации, ведению переговоров, обеспечению работы с контрагентами… Например, представительство банка не может оказывать банковские услуги, но может заключать договоры. Представительство авиакомпании — не производит полёты, и, в строгом смысле, даже не продаёт авиаперевозки.
Если представительство оказывает услуги или выполняет работы, связанные с внутренним функционированием основного предприятия, его следует переименовать в филиал.